# Амфетамин
Амфетаминът е психоактивно вещество, което стимулира централната нервна система. Той създава усещане за бодрост, сила и лекота, дори и при хора в състояние на силно физическо изтощение. Името му произлиза от названието на веществото по номенклатурата на IUPAC – Алфа-Метил-Фенил-ЕТил-АМИН.

## Приложение

### Контролирана употреба
Амфетаминът и неговите производни се използват при лечението на депресивни психози, ADHD и нарколепсия.
Във въоръжените сили, полицията и други организации се използват за подобряване на моралното и психическото състояние на личния състав при екстремни ситуации, които са свързани с продължителни натоварвания.

### Злоупотреба
В определени среди амфетаминът и неговите производни се използват за потискане на умората при продължителен престой и висока активност в барове, дискотеки и други подобни увеселителни места. Много хора го използват за „ободряване“ след приемане на алкохолни напитки и други психоактивни вещества, които угнетяват ЦНС.

## Рискове

### При контролирана употреба
Амфетаминът и неговите производни могат да поддържат човек бодър, активен и приемливо работоспособен до 48 – 72 часа, дори без никакъв сън или храна. При лишаване от вода действието им се запазва около 24 – 36 часа. След изтичането на този срок обаче настъпва тежко физическо изтощение. Хората се обездвижват, телесната им температура се понижава и изпадат в кома. Ако не се положат специални медицински грижи за тях (поставяне в безопасно странично положение, венозна рехидратация, изкуствено хранене), пострадалите може да умрат от дехидратация, хипотермия и общо физическо изтощение.

### При неконтролирана употреба
Към амфетамина и неговите производни бързо се развива голям терапевтичен толеранс (до 100 пъти по-голям от терапевтичните дози – 5 – 15 mg). Това често става причина за предозиране и отравяне с тях, тъй като пристрастеният иска бързо да усети тяхното въздействие, но не може да определи точно необходимата му доза.
Възникналото чувство за бодрост, сила и лекота води до буйно, понякога и агресивно поведение. Често възникват последващи отравяния с други психоактивни вещества, защото амфетамините потискат типичните усещания, свързани с техния прием. Така пострадалият не може да прецени какви количества поема.
Освен умората амфетамините неутрализират усещанията за жажда, глад, горещина, студ, задух и други. Употребата на амфетамини в пренаселени и задимени места може да доведе до смърт вследствие на задушаване, дехидратация или физическо изтощение.
Амфетамините не създават физическа зависимост, но за сметка на това наред с кокаина, екстазито и другите стимуланти създават изключително силна психическа зависимост, която е много трудно да се преодолее. Особено тежък е периодът от първите две седмици след последната употреба, включващ нервни кризи, безсъние, умора и невъзможност за концентрация.
Търговците на наркотици често примесват амфетамините с други вещества.

## Субкултурно влияние
След като амфетамините започват да бъдат използвани за „надрусване“, те стават част от ежедневието не само на отделни зависими индивиди, но и на влиятелни музикални и сексуални субкултури:

### 1970-те
След „модс“ идва вълната „хипита“ (1965 – 1975), които предпочитат марихуана и ЛСД; след това вълна „пънкари“ (след 1975 г.), дишащи лепило и отново приемащи амфетамини, а паралелно с пънк сцената се появява и „спийд хевиметъл“ сцената, чиито главни дроги са амфетамини, метамфетамини и алкохол.
В първия албум на „Джудас Прийст“ – „Рока Рола“ (1974), има песен „Хайвер и метамфетамини“ (Caviar and Meths). Когато Леми Килмистър основава групата „Моторхед“, думата motorhead (буквално „моторна глава“) е означавала „смъркач на амфетамини“. След „Джудас Прийст“ и „Моторхед“ други метъл банди също се свързват с употребата на амфетамини и метамфетамини, най-вече в „спийд“ и „траш“ стиловете.

### 1990-те
През 1990-те най-новата субкултура, станала пословична с употребата на амфетамините и метамфетамините, е техно-рейв вълната. „Рейвърите“ са и втората музикална субкултура след първите „хевиметъли“, в която стимуланти като амфетамини, метамфетамини и екстази се взимат наравно с „хипарски“ дроги като марихуана и ЛСД.

## Цитат
| „                  | От инфаркт, от инсулт или при тежка употреба – от цироза. Някои се самоубиват, особено когато спрат. В това време, освен че една седмица не ядеш и спиш, имаш и много силна депресия. Тогава са относително чести самоубийства. В такъв момент даже не може да си оправиш настроението с още една доза, защото организмът ти е изчерпан. Трябва му време да натрупа някакви резерви, които след това да бъдат похабени със следващата сесия на друсането. Отделно, много от хората, които сериозно си падат по стимуланти, имат депресия отпреди това. Те харесват стимулантите много повече от останалите. На тях им действа по-силно, дава им повече, отколкото дава на другите, не ги прави просто малко по-весели и малко по-разговорчиви, а ги вкарва в едно състояние, за което си казват: „Искам всеки ден да съм така. Искам и аз да бъда като другите. Явно за мен това е начинът. Другите могат да бъдат весели и иначе, а аз не мога“ (това нещо може и подсъзнателно да им се превърта през ума). Факт е, че стимулантите за много хора са начин да си оправят депресията, но проблемът е, че започват да я плащат с периоди, в които тя е много по-изострена. | “ |
| Д-р Юлиан Караджов | |   |

## Легален статус
В Република България амфетаминът и неговите производни са обявени за наркотици. Тяхното несанкционирано производство, пренасяне, притежаване и разпространяване се преследват от закона.
Амфетаминът и неговите производни се метаболизират бързо. Чрез изследване на урината може да се докаже употребата на амфетамини от 2 до 4 дни след приемането на последната доза.